# International Consultative Committee for Telegraphy and Telephony
CCITT (англ. International Consultative Committee for Telegraphy and Telephony — МККТТ) — підрозділ Міжнародного Телекомунікаційного Союзу (ITU) ООН. CCITT розробляє технічні стандарти, відомі як «Recommendations» (рекомендації) по всім міжнародним аспектам цифрових та аналогових комунікацій.